# Jozef Lenárt
Jozef Lenárt, född 1923, död 11 februari 2004, var en tjeckoslovakisk kommunistisk politiker.

## Biografi
Lenárt blev medlem i det slovakiska kommunistpartiet 1943 och var landets regeringschef 1963-1968.  Åren 1946-1962 var han partifunktionär i Slovakien. Under Pragvåren 1968 förlorade han sin partitjänst, trots att han stödde Dubček, men var 1970-1989 åter en ledande partifunktionär i Slovakien och ledamot av partiets presidium. 